# Jaden Servania
Jaden Servania (Birmingham, Alabama, Estados Unidos, 16 de julio de 2001) es un futbolista puertorriqueño nacido en Estados Unidos. Juega de centrocampista y su equipo actual es el North Carolina FC de la USL Championship.

## Trayectoria
Servania formó parte de las inferiores del FC Dallas entre 2015 y 2017, y luego estuvo dos años en las inferiores del Houston Dynamo. En su etapa como juvenil, jugó para el Brazos Valley Cavalry de la USL League Two en 2019, equipo afiliado al Dynamo. Solo jugó un encuentro el 8 de mayo de 2019 contra el Laredo Heat por la US Open Cup.
El 6 de febrero de 2020 firmó su primer contrato profesional con el Birmingham Legion de la USL Championship. Debutó profesionalmente el 15 de julio de 2020 en la victoria por 3-0 sobre el Memphis 901.
Servania fichó por el North Carolina FC de la USL League One el 21 de enero de 2022.

## Selección nacional
Servania es internacional a nivel juvenil por la selección de Puerto Rico. Jugó el Campeonato Sub-20 de la Concacaf de 2018 donde anotó siete goles en cinco encuentros.

## Estadísticas
Actualizado al último partido disputado el 18 de junio de 2022.
| Brazos Valley Cavalry Estados Unidos | 4.ª           | 2019          | 0  | 0 | 1 | 0 | - | - | 1  | 0 |
| Brazos Valley Cavalry Estados Unidos | Total club    | Total club    | 0  | 0 | 1 | 0 | 0 | 0 | 1  | 0 |
| Birmingham Legion Estados Unidos     | 2.ª           | 2020          | 17 | 3 | 0 | 0 | - | - | 17 | 3 |
| Birmingham Legion Estados Unidos     | 2.ª           | 2021          | 28 | 0 | 0 | 0 | - | - | 28 | 0 |
| Birmingham Legion Estados Unidos     | Total club    | Total club    | 45 | 3 | 0 | 0 | 0 | 0 | 45 | 3 |
| Brazos Valley Cavalry Estados Unidos | 3.ª           | 2022          | 9  | 1 | 1 | 1 | - | - | 10 | 2 |
| Brazos Valley Cavalry Estados Unidos | Total club    | Total club    | 9  | 1 | 1 | 1 | 0 | 0 | 10 | 2 |
| Total carrera                        | Total carrera | Total carrera | 54 | 4 | 3 | 1 | 0 | 0 | 56 | 5 |
| (1) Incluye datos de la US Open Cup  |               |               |    |   |   |   |   |   |    |   |

## Palmarés

### Títulos nacionales
| Título         | Equipo               | País           | Año  |
| -------------- | -------------------- | -------------- | ---- |
| USL League One | North Carolina F. C. | Estados Unidos | 2023 |

## Vida personal
Su hermano Brandon Servania también es futbolista profesional.